# Фредерік Андерманн
Фредерік Андерманн (англ. Frederick Andermann; нар. 26 вересня 1930 Чернівці — пом. 16 червня 2019) — канадський невролог, що став відомим завдяки своїм дослідженням епілепсії.

## Життєпис
Народився 26 вересня 1930 року у місті Чернівці. У 1940 році, коли територію Бессарабії окупував СРСР, його родина переїхала до Бухаресту, після цього до Швейцарії та Парижа (Франція), а в 1950 році емігрував до Канади, у місто Монреаль, де вивчав неврологію.
Є професором Департаменту неврології, нейрохірургії і педіатрії Університету Макгілла й протягом багатьох років керував Відділом Епілепсії та Клініки Монреальського неврологічного госпіталю та Інституту. Він був членом-засновником, президентом та колишнім президентом Канадського товариства боротьби з епілепсією (CLAE), президентом Канадської неврологічної Ради, Канадського союзу Клінічної нейрофізіології, Канадська асоціація дитячих неврологів та Канадської східної ради EEG. У Канадському товаристві боротьби з епілепсією був головою Робочої групи з класифікації й Комісії з класифікації та термінології з 1993 по 1997 рік; їх першим віце-президентом з 2001 по 2005 рік, а також другим віце-президентом з 2005 по 2009 рік.
У 1972 та 1986 роках описав синдроми латерона разом зі своєю дружиною Євою (яка за спеціальністю також є неврологом та епілептолого).

## Нагороди
У 1989 році Андерманн був нагороджений ILAE та Міжнародним бюро Епілепсії почесним званням «Посол Епілепсії». У 1995 році за свої дослідження отримав відзнаку від Американського Товариства Епілепсії (АЕС) та Сімейного фонду Мілкен. У 1999 році отримав Премію Вілдера Пенфілда та Канадської ліги боротьби з епілерсією. У 2000 році отримав нагороду Леннокс від АЕС, а в 2015 році отримав Пожиттєву нагороду від ІЛАЕ та ІБЕ.
У 2003 році був нагороджений Урядом Квебеку премією Уайлдер-Пенфілда. У 2006 році став офіцером Ордену Канади.

## Праці
- Andermann F, Lugaresi E, eds. Migraine and Epilepsy. Boston — London — Durban, et al, Butterworth 1987
- Andermann F, Rasmussen T, eds. Chronic Encephalitis and Epilepsy. Rasmussen's Syndrome. Boston — London — Oxford, Butterworth-Heinemann 1991
- Andermann F, Rasmussen T, eds. Chronic Encephalitis and Epilepsy. Rasmussen's Syndrome"". Boston — London — Oxford, Butterworth-Heinemann 1991
- Andermann F, Beaumanoir A, Mira L, et al, eds. Occipital Seizures and Epilepsies in Children. Colloquium of the Pierfranco e Luisa Mariano Foundation. Mariana Foundation Pediatric Neurology Series: 1. London — Paris — Rome, J. Libbey 1993
- Shorvon SD, Fish DR, Andermann F, Bydder GM, Stefan H, eds. Magnetic Resonance Scanning and Epilepsy. Proceedings of a NATO Advanced Research Workshop on Advanced Magnetic Resonance and Epilepsy, held October 1-3, 1992, in Chalfont St. Peter, Buckinghamshire, United Kingdom (NATO ASI Series; Series A: Life Sciences, Vol 264). New York — London, Plenum Press (New York, Springer Science + Business Media) 1994
- Andermann F, Aicardi J, Vigevano F, eds. Alternating Hemiplegia of Childhood (International Review of Child Neurology Series). New York, Raven Press 1994
- Guerrini R, Andermann F, Canapicchi R, et al, eds. «Dysplasias of Cerebral Cortex and Epilepsy». Philadelphia — New York, Lippincott — Raven 1996
- Beaumanoir A, Andermann F, Avanzini G, Mira L, eds. Falls in Epileptic and Non-epileptic Seizures During Childhood (Mariani Foundation Paediatric Neurology: 6). London — Paris — Rome — Sydney, J. Libbey 1997
- Gobbi G, Andermann F, Naccarato S, Banchini G, eds. Epilepsy and other Neurological Disorders in Coeliac Disease. London — Paris — Rome — Sydney, J. Libbey 1997
- Zifkin BG, Andermann F, Beaumanoir A, Rowan AJ, eds. Reflex Epilepsies and Reflex Seizures (Advances in Neurology, Vol 75). Philadelphia — New York Lippincott — Raven 1998
- Stefan H, Andermann F, Chauvel P, Shorvon SD, eds. «Plasticity in Epilepsy: Dynamic Aspects of Brain Function» (Advances in Neurology, Vol 81). Philadelphia — Baltimore — New York, et al, Lippincott Williams & Wilkins 1999
- Spreafico R, Avanzini G, Andermann F, eds. Abnormal Cortical Development and Epilepsy. From Basic to Clinical Science (Mariani Foundation Paediatric Neurology: 7). London, J. Libbey 1999
- Guerrini R, Aicardi J, Andermann F, Hallett M, eds. Epilepsy and Movement Disorders. Cambridge — New York — Port Melbourne, et al, Cambridge University Press 2002
- Beaumanoir A, Andermann F, Chauvel P, et al, eds. Frontal Lobe Seizures and Epilepsies in Children (Mariani Foundation Paediatric Neurology: 11). Montrouge, J. Libbey Eurotext 2003
- Hirsch E, Andermann F, Chauvel P, et al, eds. Generalized Seizures: From Clinical Phenomenology to underlying Systems and Networks (Progress in Epileptic Disorders, Vol 2). Montrouge — Esher, J. Libbey Eurotext 2006
- Shorvon SD, Andermann F, Guerrini R, eds. «The Causes of Epilepsy. Common and Uncommon Causes in Adults and Children». Cambridge — New York — Melbourne, et al, Cambridge University Press 2011